# Balkåkra-Kultobjekt

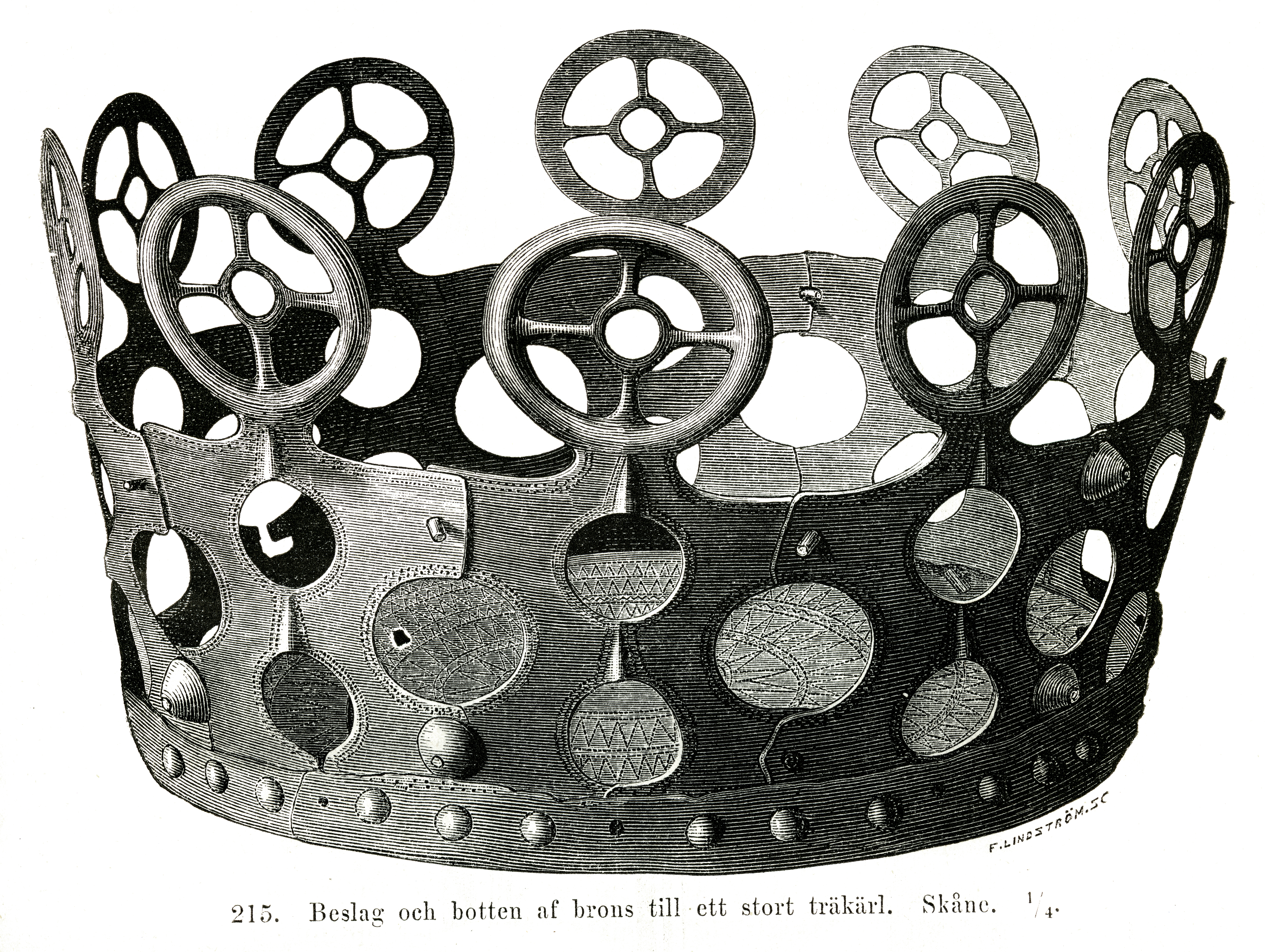
Rahmen der Balkåkra-Trommel

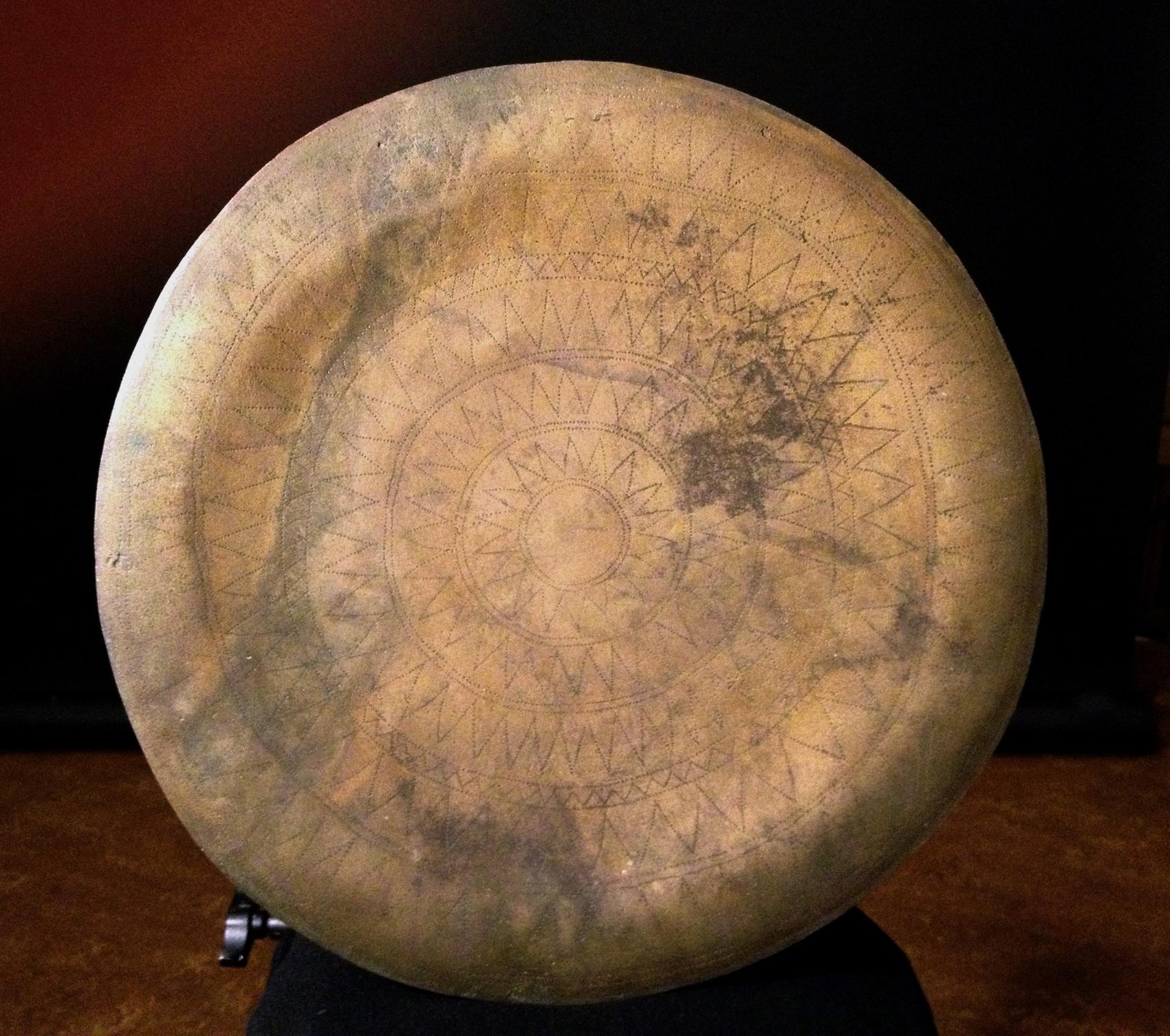
Scheibe der Balkåkra-Trommel

Das Balkåkra-Kultobjekt (schwedisch Balkåkra kultföremål) ist ein prähistorischer Fund, der 1847 in einem Sumpf in Balkåkra, nördlich von Svarte in Schonen in Schweden gemacht wurde.
Die Entdeckung besteht aus einer runden plattenförmigen Bronzescheibe mit Zickzack-Mustern und einem runden, hohen Rahmen aus 10 zusammengenieteten Teilen, der in verbundener Form 30 runde Durchbrüche und 10 sogenannten Radkreuze aufweist. Die Teile des Fundes wurde dahingehend interpretiert, dass die Scheibe auf dem Rahmen lag. 
Ein gleichartiges Objekt wurde 1913 in der Nähe von Hošindrof (deutsch Haschendorf) bei Sopron (deutsch Ödenburg) im Burgenland in Österreich  gefunden (ungarisch: Hasfalvi kultikus bronzkorong – dt. Haschendorfer Bronzegerät). Die beiden sind die weltweit einzigen bekannten Objekte dieser Art und wurden sicherlich in einer Werkstatt hergestellt, da Dekoration, Form, Größe, Herstellungstechnik und Materialzusammensetzung nahezu identisch sind. Sogar ihre Steckverbindungen sind ähnlich. Beide Objekte sind in die ältere Bronzezeit um 1500 v. Chr. datiert worden. Ein ähnliches Objekt stammt aus Vulci in Etrurien.
Die Interpretation der Objekte bleibt unklar. Diskutiert wurde Altar, Thron oder Gong. Das Balkåkra-Kultobjekt wird im Museum für Geschichte in Stockholm ausgestellt.